# Красноярское сельское поселение (Чернышковский район)
Красноя́рское се́льское поселе́ние — муниципальное образование в составе Чернышковского района Волгоградской области.
Административный центр — посёлок Красноярский.

## История
Красноярское сельское поселение образовано 22 декабря 2004 года в соответствии с Законом Волгоградской области № 976-ОД.

## Население
| 2010  | 2012  | 2013  | 2014  | 2015  | 2016  | 2017  |
| ----- | ----- | ----- | ----- | ----- | ----- | ----- |
| 1206  | ↘1203 | ↘1195 | ↘1188 | ↘1155 | ↗1156 | ↘1150 |
| 2018  | 2019  | 2020  | 2021  |       |       |       |
| ↘1132 | ↘1124 | ↘1110 | ↘1105 |       |       |       |

## Состав сельского поселения
| № | Населённый пункт | Тип населённого пункта          | Население |
| - | ---------------- | ------------------------------- | --------- |
| 1 | Богомазовка      | хутор                           | 202       |
| 2 | Верхнецимлянский | хутор                           | 19        |
| 3 | Красноярский     | посёлок, административный центр | 750       |
| 4 | Красный          | посёлок                         | 123       |
| 5 | Макаровский      | хутор                           | 112       |